# A másik Boleyn lány (regény)
A másik Boleyn lány (The Other Boleyn Girl) Philippa Gregory brit szerző történelmi regénye a 16. századi arisztokrata, Boleyn Mária életéről. A könyv fogadtatása vegyes volt; dicsérői szerint briliánsan kalusztrofób betekintést nyújt a Tudorok Angliájának palotai mindennapjaiba, de számos bírálat érte bizonyos jellemek kérdéses ábrázolásáért. Rendkívüli sikere és 2002-es megjelenése óta való népszerűsége azonban egyértelmű: négy folytatása is született: a The Queen's Fool, a The Virgin's Lover, a The Constant Princess és A Boleyn-örökség.

## Magyarul
- A másik Boleyn lány; ford. Megyeri Andrea; Palatinus, Bp., 2007